# Neustadt-Süd (Köln)
Neustadt-Süd ist ein Stadtteil des Stadtbezirks Innenstadt von Köln. Er hat die höchste Bevölkerungsdichte aller Kölner Stadtteile. Das einstige Gründerzeitviertel wurde im Zweiten Weltkrieg stark zerstört und ist heute geprägt durch einen Mix an Baustilen.

## Lage
Die Kölner Neustadt umschließt die linksrheinische Altstadt von Köln. Sie wird durch die Aachener Straße in Neustadt-Nord und Neustadt-Süd geteilt. Zur Altstadt hin bilden die Kölner Ringe die Grenze, zu den äußeren Stadtteilen der Innere Grüngürtel, beziehungsweise die Eisenbahnstrecke vom Südbahnhof zur Südbrücke.

## Verkehrsanbindung

### ÖPNV
Durch die zentrale Lage ist der Stadtteil an fast alle Linien des Kölner Stadtbahnnetzes angeschlossen. Einziger Bahnhof der DB im Gebiet Neustadt-Süd ist der Bahnhof Köln Süd unweit des Barbarossaplatzes.

### Autoverkehr
Die Autobahnen 1, 4 und 555 sind über drei Ausfallstraßen erreichbar. Durch den Stadtteil verlaufen die Bundesstraßen 9, 51, 55 und 264. Öffentliche Tiefgaragen befinden sich ausschließlich im Bereich der Aachener Straße und der Ringe. Viele Stellplätze sind nachts für Anwohner mit entsprechendem Parkausweis reserviert.

## Geschichte

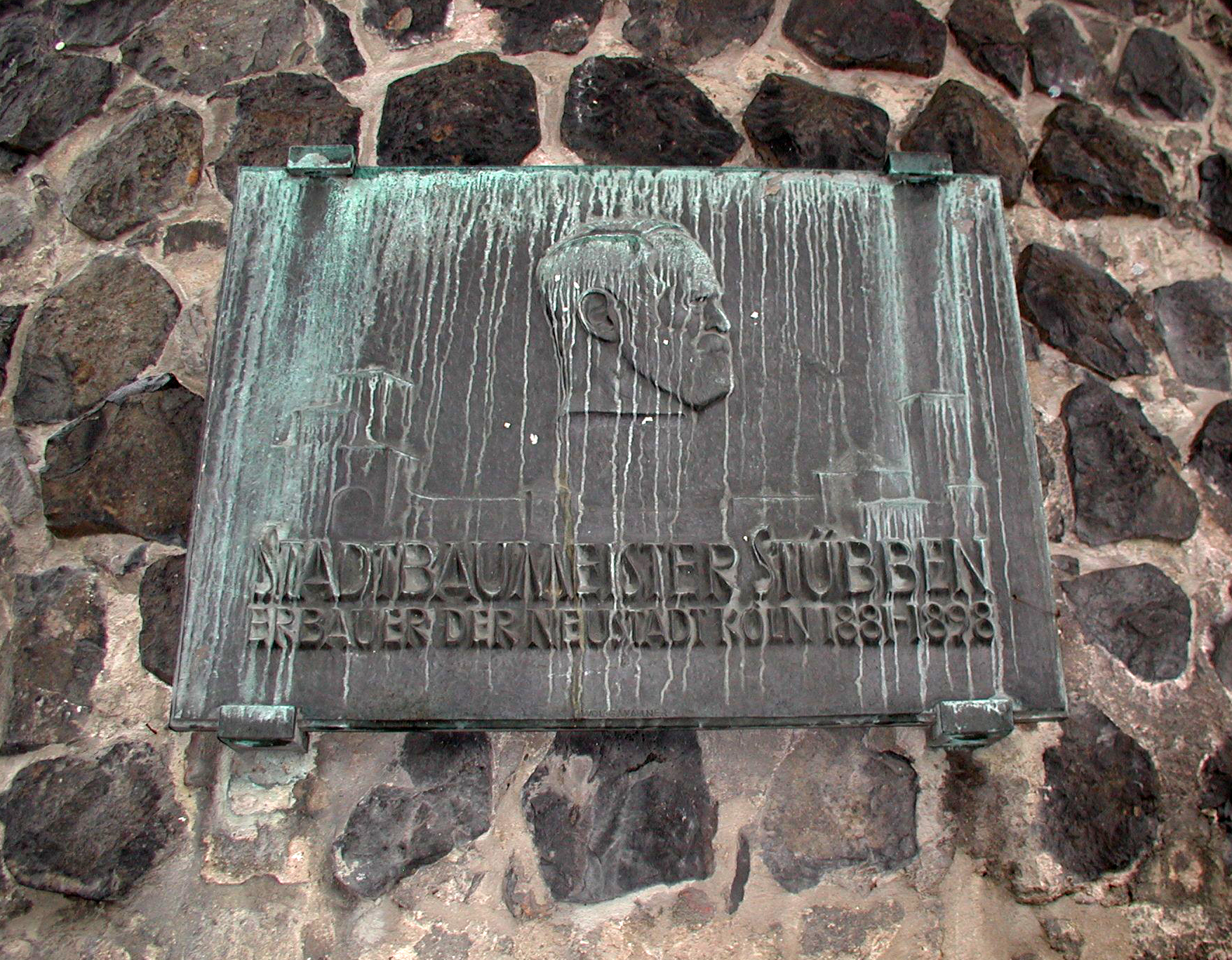
Stadtbaumeister Stuebben, Gedenktafel am Hahnentor Rudolfplatz

Entstanden ist die Neustadt nach den Plänen von Josef Stübben. Nach dem Abriss der mittelalterlichen Stadtmauer und der vorgelagerten Wallanlagen ab 1880 wurde wenige Meter vor dem Verlauf der Mauer ein Prachtboulevard gebaut, der die ganze Altstadt halbkreisförmig umschließt. Dieser Boulevard wird Ringe genannt, wobei der Plural darin begründet ist, dass die Straße jeweils nach wenigen hundert Metern ihren Namen ändert, diese Namen aber alle auf -ring enden (Ubierring, Karolingerring, Sachsenring, Salierring usw.).

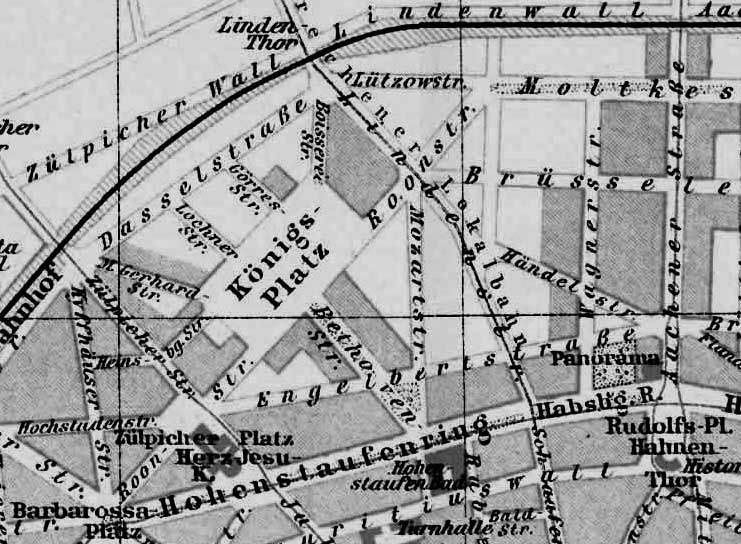
Neustadt um den Rathenauplatz (Koenigsplatz) um 1910

An den Kreuzungen mit den Ausfallstraßen, die zum Teil noch römischen Ursprungs sind, wurden repräsentative Plätze angelegt. Im Bereich der Neustadt-Süd sind dies (von Süden ausgehend) der Chlodwigplatz an der Bonner Straße, der Barbarossaplatz an der Luxemburger Straße, der Zülpicher Platz an gleichnamiger Straße und der Rudolfplatz an der Aachener Straße. Auch innerhalb der Neustadt wurden an den sternförmig sich schneidenden Straßen kleinere Plätze und die Bebauung auflockernde Grünanlagen gestaltet, wie zum Beispiel der Rathenauplatz oder das sogenannte Eierplätzchen.
Nach außen begrenzte der innere Festungsgürtel die Stadterweiterung. Auf die Innenseite dieses Festungsgürtels wurde die Eisenbahn verlegt. Bereits vor dem Ersten Weltkrieg wurde die neue innere Stadtumwallung aufgegeben, schließlich die Festung Köln infolge des Friedensvertrag von Versailles geschleift. Dadurch konnten weite Teile des ehemaligen Festungsgürtels zu einer durchgehenden Grünanlage umgestaltet werden, dem Inneren Grüngürtel.

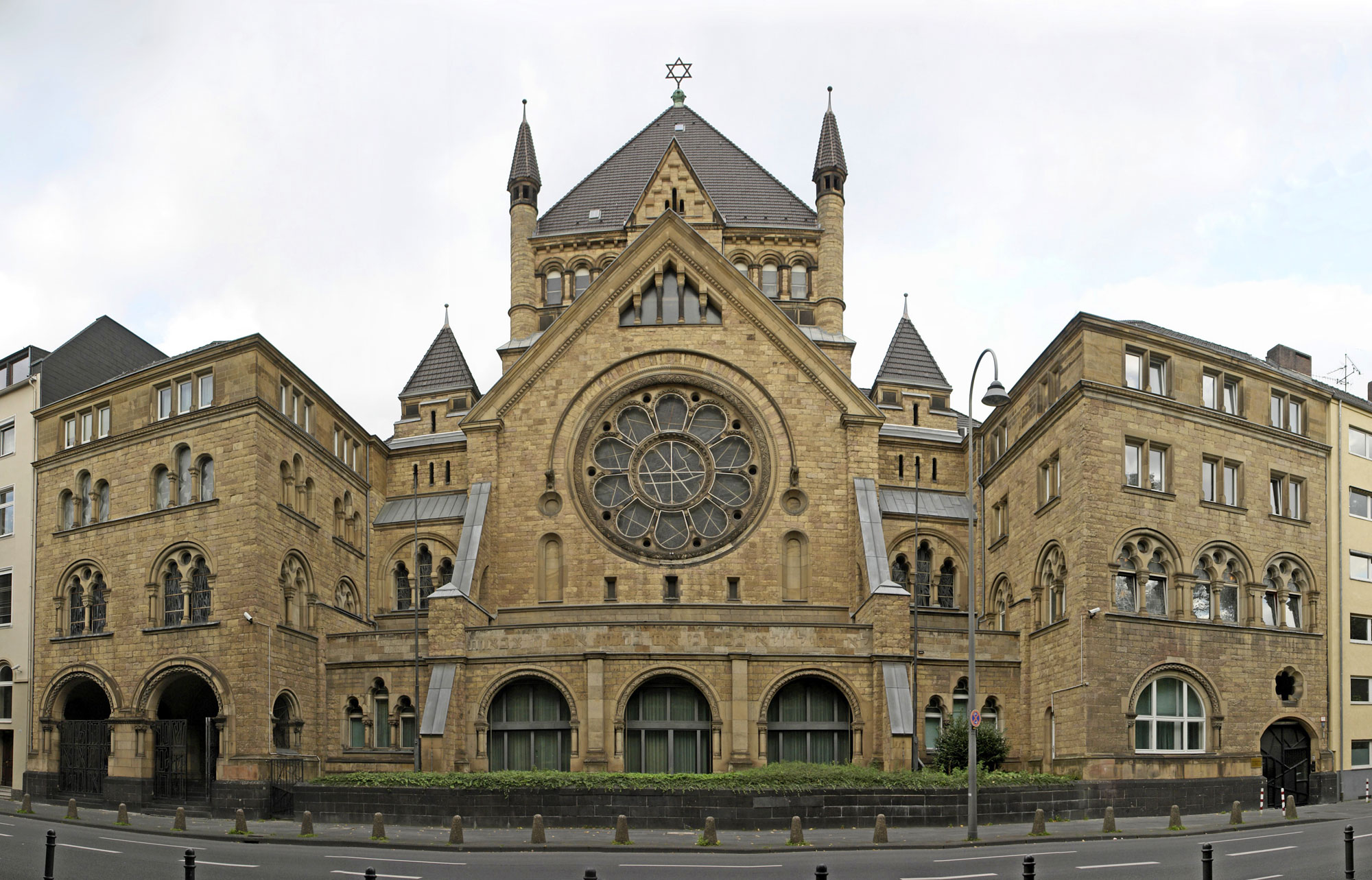
Die Kölner Synagoge

Geplant war die Neustadt überwiegend als Wohnviertel für die gutbürgerliche und gehobenere Bevölkerung. Der Trend der wohlhabenderen Bürger, sich am Stadtrand freistehende Villen mit umgebenden Gärten zu bauen, kam erst etwa zwei Jahrzehnte später auf. Im westlichen Teil der Ringe, also dem Bereich zwischen Friesenplatz und Barbarossaplatz, wurden auch repräsentative öffentliche Gebäude errichtet, so etwa das im Krieg zerstörte Opernhaus am Rudolfplatz. Insgesamt währte die Bauzeit der Neustadt bis in die 1920er Jahre, wobei der größte Teil bis etwa 1910 fertiggestellt war.
Gemäß dem Charakter des gesamten Bauprojekts wurden von den Konfessionen entsprechende Kirchengebäude gebaut. Oft entstanden diese an städtebaulich herausgehobenen Plätzen und sind häufig Markierungen für die Sichtachsen innerhalb des gradlinig/sternförmigen Straßennetzes. Das nach den Zerstörungen des Zweiten Weltkriegs und dem oft hektischen Wiederaufbau am besten erhaltene Beispiel im Stadtteil ist die katholische Pfarrkirche St. Paul, die 1908 fertiggestellt wurde. Die Altkatholische Gemeinde Kölns errichtete ihre Pfarrkirche Christi Auferstehung am Stern Roon-/Moltke-/Jülicher Straße. Ihr Turm blieb erhalten, während das im Zweiten Weltkrieg zerstörte Schiff nach 1992 aufgrund einer Auflage des Stadtkonservators als Büro- und Wohnhaus in den alten Umrissen wiederaufgebaut werden musste. Auch die jüdische Gemeinde errichtete eine neue große Synagoge an der Roonstraße, die zusammen mit den anderen Kölner Synagogen 1938 und im Weltkrieg zerstört und als einzige wieder aufgebaut wurde.

## Bevölkerungsstatistik
Struktur der Bevölkerung von Köln-Neustadt-Süd (2021):
- Durchschnittsalter der Bevölkerung: 39,6 Jahre (Kölner Durchschnitt: 42,3 Jahre)
- Ausländeranteil: 14,5 % (Kölner Durchschnitt: 19,3 %)
- Arbeitslosenquote: 5,5 % (Kölner Durchschnitt: 8,6 %)

## Stadtviertel
Wie in Köln üblich, ist der Stadtteil nochmals in unterschiedliche Stadtviertel, vom Kölner als „Veedel“ bezeichnet, unterteilt.

### Südstadt
Das südlichste dieser Veedel im Bereich Neustadt-Süd ist die sogenannte Südstadt, die zwischen der Vorgebirgstraße und dem Rheinufer liegt. Vor allem der Bereich rund um den zentral gelegenen Chlodwigplatz ist mit vielen Kneipen und Restaurants ausgestattet. Zum Rheinufer hin befindet sich ein Teil der Technischen Hochschule Köln, und an der Vorgebirgstraße ist mit dem Volksgarten eine der ältesten Kölner Parkanlagen zu finden.

### „Kwartier Latäng“
Rund um den Rathenauplatz und entlang der Zülpicher Straße und Kyffhäuserstraße befindet sich ein weiteres Veedel mit zahlreichen Kneipen und Gastronomiebetrieben sowie dem Konzertclub MTC und dem Kino Off Broadway. Das Viertel wird in Verballhornung des Pariser Studentenviertels Quartier Latin als „Kwartier Latäng“ bezeichnet. Der Debütfilm des Regisseurs Hans Weingartner (Das weiße Rauschen) spielt hauptsächlich in diesem Veedel. Der Protagonist, gespielt von Daniel Brühl, wohnt in einer WG in der Dasselstraße.

### Aachener Straße und Belgisches Viertel

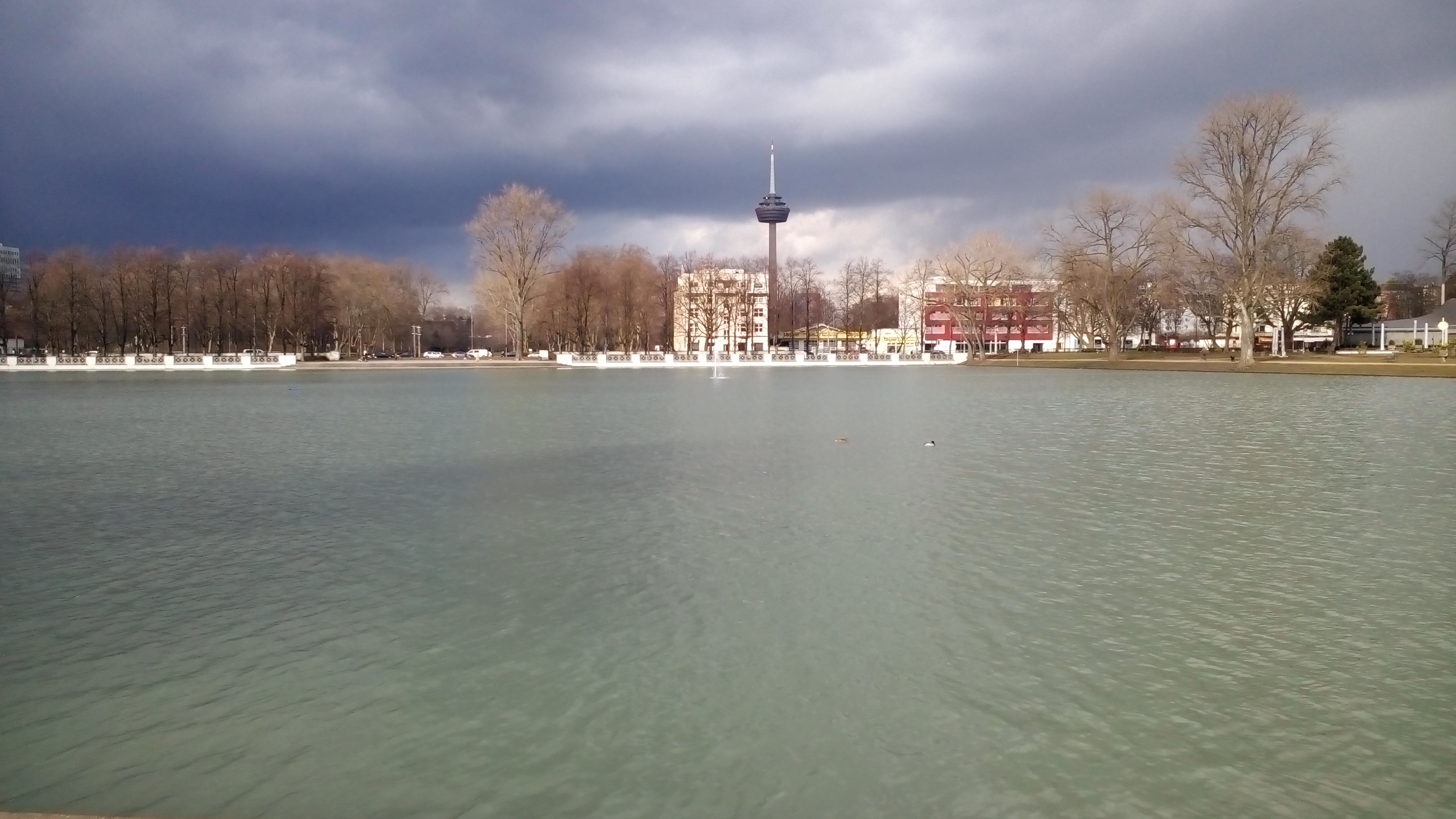
Der Aachener Weiher mit dem Colonius im Hintergrund

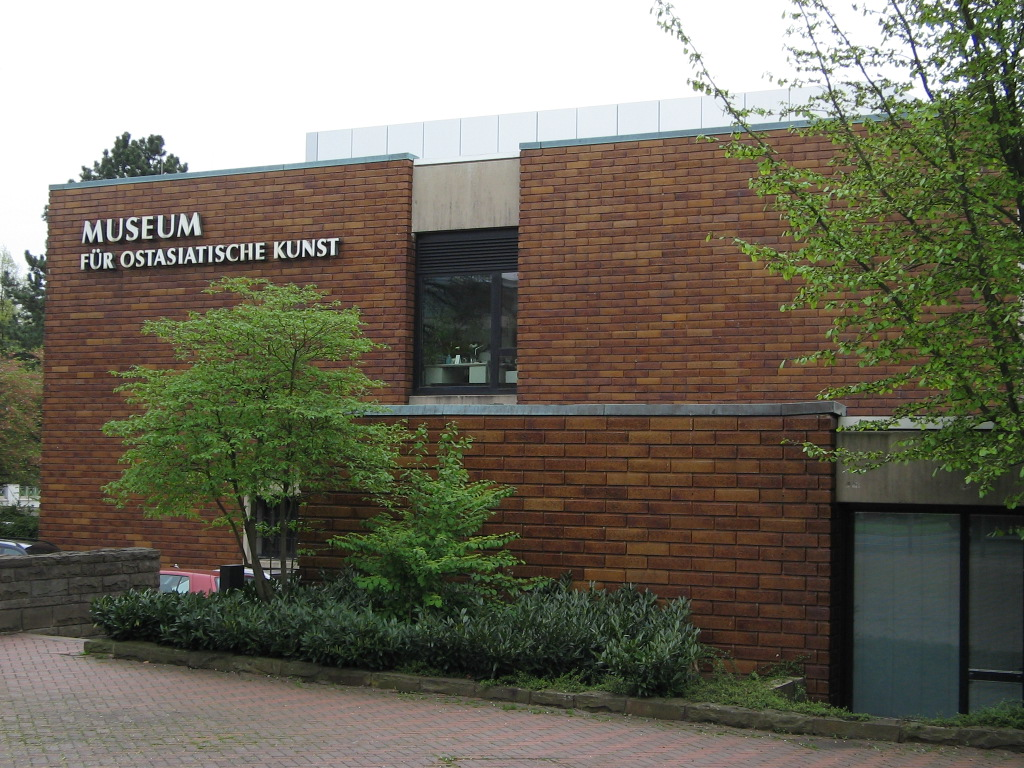
Das Museum für Ostasiatische Kunst in Köln

Die wichtigste Ost-West-Achse des Stadtteils, die Aachener Straße, entstammt der römischen Zeit; damals war sie als eine Verlängerung des decumanus maximus, eine bedeutende Heerstraße über Maastricht und Tongern nach Boulogne-sur-Mer. Rund um die Aachener Straße und ihre Nebenstraßen, die nach belgischen und niederländischen Städten benannt sind, hat sich eine etwas gehobenere Gastronomie etabliert. Das Belgische Viertel greift über die Aachener Straße hinaus in die nördliche Neustadt. Im Viertel befinden sich außerdem zahlreiche kulturelle Einrichtungen wie das Museum für Ostasiatische Kunst, das Millowitsch-Theater und zahlreiche kleinere Theaterbühnen. 1910 wurde hier die Gemeinschaftsgrundschule Antwerpener Straße errichtet.
Im Inneren Grüngürtel liegt der Aachener Weiher, eine Teichanlage aus den 1920er Jahren, die in Verbindung mit dem Lindenthaler Kanal steht. Am Aachener Weiher im Norden, zwischen Bahntrasse, Universitätsstraße und Bachemer Straße im Süden errichteten die Nationalsozialisten in den Jahren 1937/38 einen großen Fest- und Aufmarschplatz, der die eher kleinen Kölner Plätze für Großkundgebungen, Neumarkt, Heumarkt, Schlageterplatz (der heutige Rudolfplatz), Deutzer Festplatz oder die Jahnwiese in Müngersdorf ergänzen sollte. Die gesamte „Maifeld“ genannte Anlage bot Platz für ungefähr 200.000 Menschen und hatte eine große Tribüne plus einen 1939 gebauten 15 m mal 20 m großen Adler. Der heute südlich des Weihers liegende Hügel („Aachener Berg“) wurde aus dem Trümmerschutt der zerbombten Stadt über dem Maifeld aufgeschüttet. Das Gebiet neben dem Museum für Ostasiatische Kunst heißt offiziell seit 2004 Hiroshima-Nagasaki-Park, zuvor nur als „Grünfläche am Aachener Weiher“ bezeichnet.